# Thomas Raddall Provincial Park
Der Thomas Raddall Provincial Park ist einer der Provinzparks in der kanadischen Provinz Neuschottland.
Er liegt im Süden der Nova-Scotia-Halbinsel, rund 29 km von Liverpool und 41 km von Shelburne entfernt, auf einer kleineren Halbinsel an der Atlantikküste. Der Park erstreckt sich über eine Fläche von 678 ha. Dort befindet sich auch der Kejimkujik Seaside Adjunct National Park, welcher zum Kejimkujik-Nationalpark gehört und vier Schutzgebiete für Zugvögel. Der Zugang zum Park erfolgt über Port Joli, vom Nova Scotia Highway 103. 
Benannt wurde der Park nach Thomas Head Raddall, einem kanadischen Schriftsteller.
Die Parkverwaltung ordnet den Park der South Shore Region zu und klassifiziert ihn als Camping Park.

## Geschichte
2008 wurde im Rahmen des E’se’get Archaeology Project begonnen, der Frage nach dem Verhältnis der ursprünglichen Mi'kmaq-Bevölkerung und dem Ökosystem im Süden der Provinz nachzugehen. Dabei wurde vor allem die Südküste der Halbinsel entlang des Port Joli Harbour untersucht. Die Untersuchungen erfolgten in Zusammenarbeit und Absprache mit der Acadia First Nation, der University of New Brunswick und dem Department of Natural Resources. Dabei wurden zwei bekannte Fundstätten kartiert, eine neue entdeckt. An der Fundstelle AlDf-24 (nach dem Borden-System) wurde ein 1,1 m hoher Shell midden (Muschelhügel) untersucht, eine Suche nach Überresten außerhalb des Muschelhügels erfolgte an AlDf-30 und AlDf-31. An beiden Stellen fanden sich Steinwerkzeuge, Quarzabschläge, Keramik und Holzkohle sowie eine auf zeremoniellen Gebrauch hinweisende Anordnung von Kieselsteinen. Hinzu kamen Überreste von Kabeljau, von Gänsen und Enten, von Karibu und Elch sowie von kleinen Robben. In AlDf-24 fand sich eine Steinklinge (stemmed point), dazu ein Faustkeil, ähnlich wie in AlDf-30. Seit 2010 erfolgen Ausbildungsgrabungen für die beteiligte Universität und ihre Studenten sowie Trainingsprogramme für die Mi'kmaq-Schüler der Umgebung, insbesondere der der Acadia First Nation.

## Belege
1. ↑   Thomas Head Raddall. In: The Canadian Encyclopedia. (englisch, französisch).
2. ↑  Archaeology in Nova Scotia:  2009 News. Bd. 1, November 2010, S. 6–9, (Digitalisat (PDF; 8,83 MB)).